# Jardins Lolianos
Jardins Lolianos (em latim: Horti Lolliani) eram antigos jardins de Roma localizados na encosta do Esquilino, na área hoje compreendida entre a moderna Via Principe Amedeo e o terreno mais tarde ocupado pelas Termas de Diocleciano.

## Jardins da Roma Antiga
Em Roma, era costume chamar de horti (singular: hortus) as residências dotadas de um grande jardim (hortus significa "jardim") localizadas dentro da cidade, mas nos subúrbios. Os jardins eram lugares de lazer, onde era possível aproveitar o isolamento e a tranquilidade sem a necessidade de grandes viagens.
A parte mais importante dos horti era, sem dúvida, a vegetação, geralmente composta por folhagens espessas podadas em formas geométricas ou animais segundo os ditames da ars topiaria. Entre a vegetação ficavam pavilhões, pórticos de passeio com proteção contra o sol, fontes, termas, pequenos templos e estátuas, geralmente cópias romanas de originais gregos. O primeiro jardim foi o suntuoso Jardim de Lúculo, no monte Píncio, seguido logo depois pelo Jardim de Salústio.

## História
Os jardins, cujos proprietários eram membros da rica e influente gente Lólia, foram mencionados em dois marcos de fronteira (em latim: cippus) descobertos em 1993 perto do Palazzo Massimo alle Terme.
Os marcos provam que, no reinado de Cláudio, os jardins já estavam, sem dúvida, sob domínio imperial, apesar de ser difícil reconstruir quando isto ocorreu: se depois do suicídio de Marco Lólio, o cônsul em 21 a.C., ocorrido em 2 a.C., ou depois do confisco dos bens e do banimento de Lolia Paulina em 49, neta de Lólio, na sequência de uma tentativa fracassada de casamento com imperador Cláudio.